# Philornis fasciventris
Philornis fasciventris är en tvåvingeart som först beskrevs av Wulp 1896.  Philornis fasciventris ingår i släktet Philornis och familjen husflugor. Inga underarter finns listade i Catalogue of Life.